# Džungarská pánev
Džungarská pánev (ujgursky جۇڭغار ئويمانلىقى, Jungghar oymanliqi, čínsky 准噶尔盆地, Junggar Pendi, pinyin Zhǔngáěr Péndì, český přepis Čun-ka-er pchen-ti) je oblast na severozápadě Ujgurska a Čínské lidové republiky, mezi pohořími Altaj na severu, Ťan-šan na jihu a Tarbagataj (který se někdy považuje za součást Ťan-šanu) na západě. Nadmořská výška kolísá, místy překračuje i 1000 m, ale hladina jezera Ebinur v jihozápadním cípu pánve leží pouze 190 m n. m. Podstatnou část pánve vyplňuje druhá největší čínská poušť Gurbantünggüt. Většina pánve je bez odtoku, pouze její severní částí protéká řeka Irtyš (Ertis Che).
Po jižním okraji pánve vede důležitá silniční i železniční spojnice Číny s Kazachstánem. Leží tu i ujgurské hlavní město Urumči. Z něj vede silnice i železnice snadným průsmykem přes Ťan-šan k jihu do Turfanské pánve a dále do vlastní Číny. Naopak západní konec této trasy leží v Džungarské bráně, která spojuje Džungarskou pánev s Balchašsko-alakolskou pánví na území Kazachstánu.